# Cissa hypoleuca
La gazza pettogiallo o gazza verde indocinese (Cissa hypoleuca Salvadori & Giglioli, 1885) è un uccello passeriforme appartenente alla famiglia Corvidae.

## Etimologia
Il nome scientifico della specie, hypoleuca, deriva dal greco λευκος (leukos/lefkos, "bianco") con l'aggiunta del prefisso (anch'esso di origine greca) ipo-, "sotto", col significato di "bianca sotto", in riferimento alla livrea di questi uccelli.

## Descrizione

### Dimensioni
Misura 34-35 cm di lunghezza, per 125 g di peso.

### Aspetto
Si tratta di uccelli dall'aspetto arrotondato e massiccio, muniti di grossa testa arrotondata e allungata con grandi occhi, forte becco conico e allungato anch'esso, ali digitate, zampe forti e coda lunga all'incirca quanto il corpo.
Il piumaggio si presenta di colore giallo-beige su fronte, gola, petto, ventre e sottocoda, con tendenza a schiarirsi nel grigio-biancastro su quest'ultimo e in parte anche al centro del petto: vertice, nuca, dorso, ali e coda sono invece di colore verde brillante (quest'ultima con punta delle penne bianca), mentre le remiganti sono di color cannella-violaceo. Dai lati del becco parte una banda nera che cinge gli occhi e raggiunge la nuca, formando una caratteristica mascherina facciale.
Il becco è di color rosso corallo: dello stesso colore sono le zampe ed il cerchio perioculare, mentre gli occhi sono di colore rosso scuro.

## Biologia

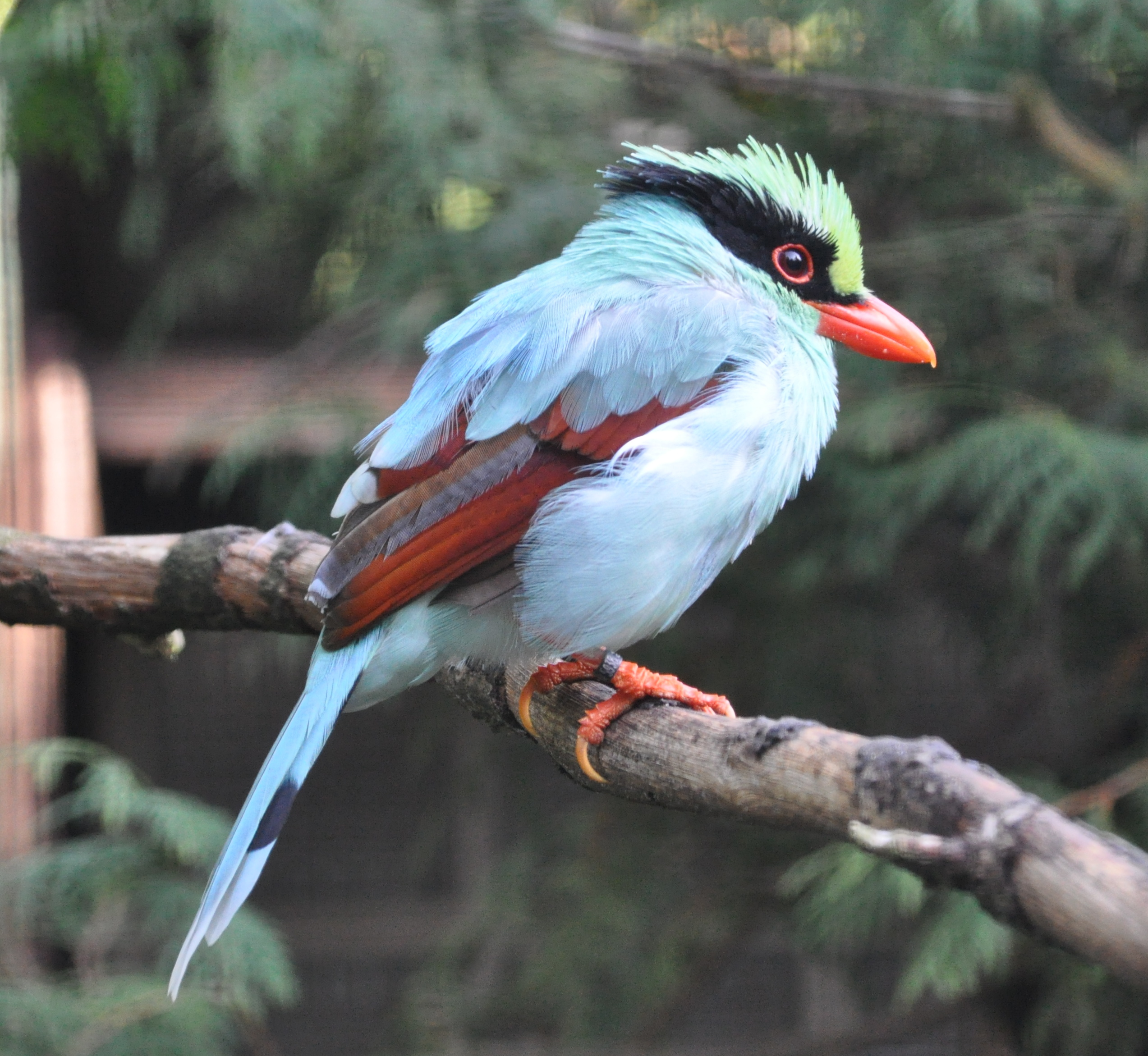
Esemplare appartenente alla sottospecie C. h. concolor

Si tratta di uccelli diurni, che vivono da soli o in coppie (sebbene possano esserne talvolta osservati piccoli gruppi) e passano la maggior parte della giornata alla ricerca di cibo, rimanendo indifferentemente al suolo o fra i rami basi di alberi e cespugli, salvo poi rifugiarsi fra le fronde degli alberi verso sera, per passare la notte al riparo da eventuali predatori.
Il richiamo di questi uccelli, molto simile a quello dell'affine gazza verde (rispetto al quale risulta più acuto ma meno stridulo), è composto da due note fischianti, una acuta e l'altra più grave, che ricordano vagamente i trilli dei fringillidi, emesse quasi continuamente.

### Alimentazione
La gazza pettogiallo si nutre principalmente di piccoli animali: la dieta di questi uccelli si compone infatti di insetti, rane, piccoli serpenti, lucertole, gechi, nidiacei e uova reperiti dai nidi.

### Riproduzione
Si trata di uccelli monogami, la cui riproduzione comincia verso maggio: ambedue i sessi collaborano nella costruzione del nido (una coppa piuttosto profonda composta da rametti, radichette e fibre vegetali intrecciati), nella cova delle 4-6 uova (che dura una quindicina di giorni) e nell'allevamento della prole. I piccoli cominciano a tentare l'involo attorno alle tre settimane di vita, allontanandosi dal nido in maniera definitiva a circa un mese dalla schiusa.

## Distribuzione e habitat
La gazza pettogiallo è diffusa in un areale che va dalla Cina centro-meridionale (grossomodo a sud del Sichuan meridionale) ad Hainan e lungo la costa indocinese a sud fino alla Cambogia meridionale ed all'estremità sud-orientale della Thailandia attraverso Tonchino, Annam, Cocincina e Laos sud-orientale. I limiti effettivi dell'areale occupato dalla specie, tuttavia, sono ancora poco noti.
L'habitat di questi uccelli è rappresentato dalla foresta pluviale tropicale e subtropicale, sia sempreverda che decidua: li si osserva anche nelle foreste di bambù.

## Tassonomia
Se ne riconoscono 5 sottospecie:

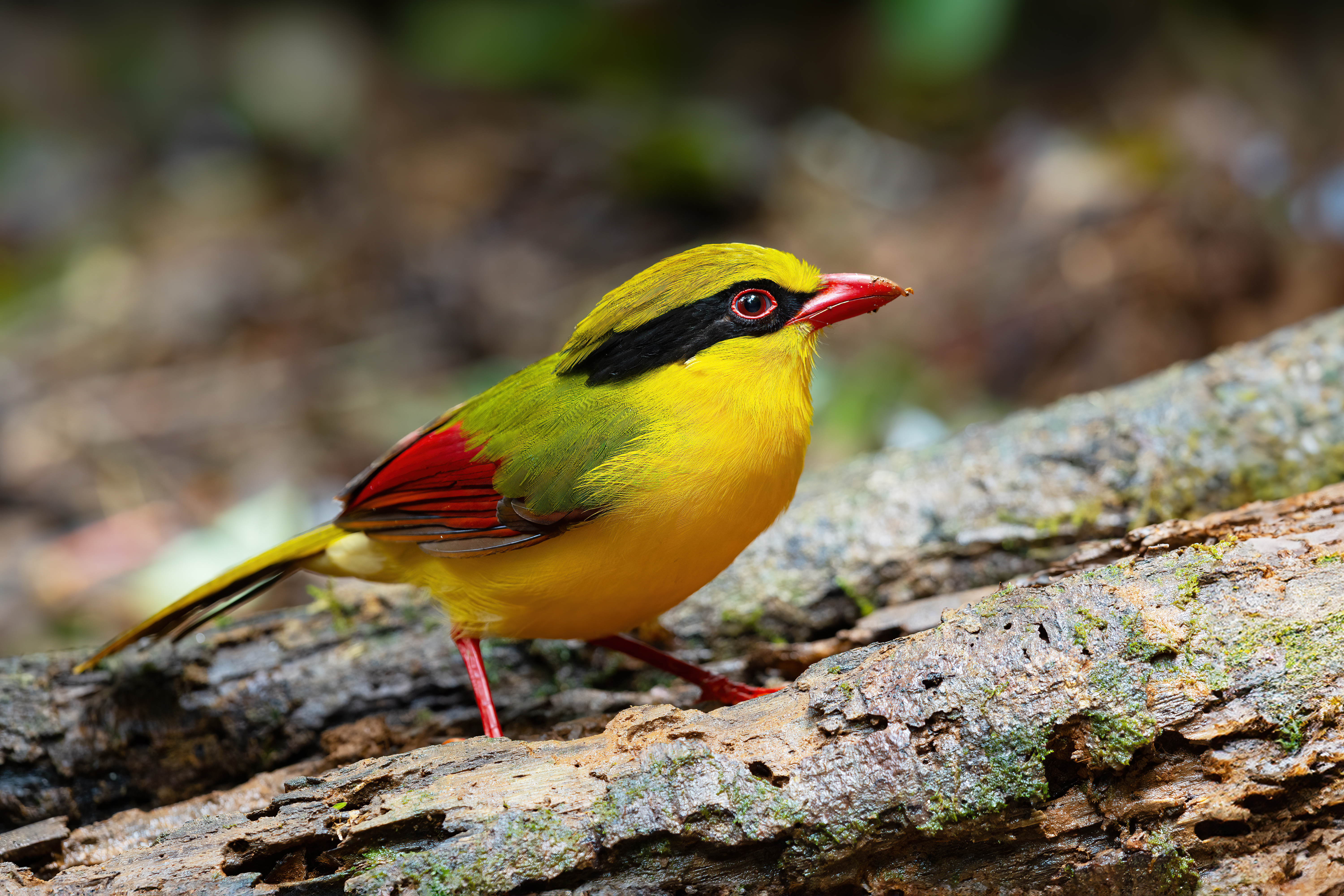
Esemplate appartenente alla sottospecie C. h. chauleti

- Cissa hypoleuca jini Delacour, 1930 - diffusa nel nord dell'areale occupato dalla specie (dal sud del Sichuan al Guangxi meridionale;
- Cissa hypoleuca concolor Delacour & Jabouille, 1928 - diffusa nel nord dell'Annam e nel Tonchino orientale;
- Cissa hypoleuca chauleti Delacour, 1926 - diffusa nell'Annam centrale;
- Cissa hypoleuca hypoleuca Salvadori & Giglioli, 1885 - la sottospecie nominale, diffusa nel sud dell'areale occupato dalla specie;
- Cissa hypoleuca katsumatae Rothschild, 1903 - endemica di Hainan;

La tassonomia della specie rimane ancora poco chiara: in passato accorpata all'affine gazza codacorta, attualmente le sottospecie jini e concolor sono viste da alcuni come specie a sé stanti, così come la sottospecie katsumatae.